# Елатос
Елатос (грч. Έλατος) је насељено место у општини Гребен у периферији Западна Македонија, Грчка. Према попису из 2021. године било је 153 становника.
Према бугарском географу и историчару, Василу Канчову, у Елатосу је 1900. године живело 188 Грка муслимана (Валахади) и 180 Грка хришћана. Године 1923. насељене муслиманско становништво је принудно исељено у Турску а на њихово место је насељено 53 грчких избегличких породица, укупно 169 особа. На попису из 1928. године Елатос је имао 417 становника. Село се раније звало Добрани.